# Nicolao Dumitru
Nicolao Manuel Dumitru Cardoso (Nacka, 12 ottobre 1991) è un calciatore italiano attaccante del PSS Sleman, in prestito dal Johor Darul Ta'zim.

## Caratteristiche tecniche
È un attaccante dotato di notevole fisicità, cui abbina una buona progressione e una buona abilità palla al piede. Può giocare sia come attaccante esterno sia in posizione centrale, oltre che in supporto a una prima punta.

## Carriera

### Club

#### Gli esordi
Nato in Svezia da padre rumeno e madre brasiliana, all'età di 7 anni si trasferisce con la famiglia a Massa Marittima, in Toscana. Dopo gli inizi con la Massetana, all'età di 12 anni passa all'Empoli con cui completa la trafila giovanile. 
Debutta in Serie B il 13 settembre 2008, a 17 anni non ancora compiuti, nel pareggio (0-0) contro l'AlbinoLeffe. Si distingue in particolar modo nel Campionato Primavera: nella fase finale del torneo 2009-2010, nel quale mette a segno 18 gol, realizza una doppietta contro i campioni in carica del Palermo, eliminandoli dalla competizione, e successivamente va in gol anche nella semifinale contro il Brescia. In precedenza partecipa al Torneo di Viareggio 2010, disputando anche la finale contro la Juventus.

#### Il passaggio al Napoli e il ritorno all'Empoli
Il 31 agosto 2010, nell'ultimo giorno di calciomercato, viene acquistato dal Napoli che lo preleva in prestito oneroso per 1,5 milioni di euro, con diritto di riscatto per la comproprietà fissato alla medesima cifra.
Debutta in maglia azzurra e in Serie A il 22 settembre 2010 alla quarta giornata di campionato in casa contro il Chievo Verona (1-3), subentrando all'83' a Christian Maggio. Otto giorni dopo, il 30 settembre, debutta in una competizione europea subentrando nel corso del match esterno di Europa League contro la Steaua Bucarest (3-3). Colleziona complessivamente 9 presenze in campionato e 3 in Europa League, tutte a partita in corso.
Al termine della stagione il Napoli fa valere l'opzione di acquisto e ne rileva la metà del cartellino dall'Empoli, girando quindi il calciatore in prestito alla società toscana per la stagione 2011-2012. Segna al debutto, il 27 agosto, nella vittoria interna per 2-1 contro la Juve Stabia, trovando così la prima rete da professionista. In questa stagione gioca 25 partite di campionato segnando 4 gol.

#### I vari prestiti: Ternana, Cittadella, Reggina, Veria, Latina e Nottingham Forest
Il 22 giugno 2012 la compartecipazione viene rinnovata, con il calciatore che rientra al Napoli per poi essere girato, sempre in prestito, alla Ternana, neopromossa in Serie B.Realizza la prima rete il 21 settembre proprio ai danni dell'Empoli, siglando il definitivo 2-0 dei rossoverdi in terra toscana.
Il 31 gennaio 2013, termina il prestito al club umbro e passa, sempre a titolo temporaneo, al Cittadella. Il 5 luglio 2013 il prestito viene confermato per un'altra stagione. Il 31 gennaio 2014 risolve tuttavia l'accordo con il Cittadella e passa con la medesima formula alla Reggina, collezionando 13 presenze e 2 reti nel prosieguo del campionato.
Il 13 agosto, viene prelevato in prestito annuale dal club greco del Veria. Debutta il 24 agosto seguente nella gara interna contro lo Skoda Xanthi, nella quale realizza la rete del definitivo 3-2 per la propria squadra. Mette insieme 27 presenze e 6 reti nella massima serie greca.
Il 25 agosto 2015, passa in prestito al Latina in Serie B. Il 19 settembre segna il suo primo goal con la maglia nerazzurra nella partita Pro Vercelli-Latina, finita 1-1. Realizza 7 gol in 34 presenze stagionali.
Il 31 agosto 2016, si trasferisce ancora in prestito al Nottingham Forest, nella seconda serie inglese, esperienza che si conclude con 10 presenze e una rete.

#### Esperienza in Spagna e Livorno
Il 1º agosto 2017 viene acquistato a titolo definitivo dall'Alcorcón, squadra della Segunda División spagnola, con cui firma un contratto biennale. L'11 gennaio 2018, dopo 13 presenze totali e tre reti segnate, si svincola dagli Alfareros, per legarsi fino al 2020 al Gimnàstic.
Esordisce con il suo nuovo club il 21 gennaio contro il Reus Deportiu, mentre segna il suo primo gol il 19 maggio nella vittoria per 5-3 contro il Leonesa: chiude la stagione con una rete in 10 gare. Dopo 15 presenze complessive e 1 gol, si svincola e il 1º febbraio 2019 firma un contratto di sei mesi con il Livorno.

#### Gaz Metan Mediaș, Suwon Bluewings e UTA Arad
Non esercitata l'opzione di rinnovo contrattuale con il club toscano, nell'estate del 2019 firma per il Gaz Metan Mediaș, squadra militante nella massima serie del campionato romeno. Dopo 42 presenze e 12 gol, il 21 gennaio 2021 viene ufficializzato il suo passaggio al club coreano del Suwon Bluewings. Terminata l'esperienza asiatica, il 17 gennaio 2022 fa ritorno in Romania, firmando per l'UTA Arad.

#### Bnei Sakhnin, Buriram United, Johor Darul Ta'zim e PSS Sleman
Nel luglio del 2022 si accasa al Bnei Sakhnin, militante nel massimo campionato israeliano. Chiude la stagione al nono posto, totalizzando 33 presenze e 5 gol. Nell'estate seguente firma per il club thailandese del Buriram United, siglando una rete in 8 partite disputate in maglia biancoblu. 
Il 3 febbraio 2024 passa al Johor Darul Ta'zim, squadra detentrice del titolo di campione in carica di Malaysia. Nell'estate seguente si trasferisce, con la formula del prestito, agli indonesiani del PSS Sleman. 

### Nazionale
Acquisita la cittadinanza italiana, partecipa all'Europeo Under-19 2010 con la rappresentativa azzurra di categoria, collezionando 6 presenze e una rete (realizzata nella partita d'esordio il 13 novembre 2009 contro l'Albania) tra fase preliminare e finale. Il 30 settembre 2010 viene convocato per la prima volta nella selezione Under-20 in vista del match contro i pari età della Svizzera, valido per il Torneo Quattro Nazioni. Esordisce in occasione dell'incontro, tenutosi il 12 ottobre a Cervia e conclusosi con la vittoria azzurra (3-0), disputando l'intera partita e nel successivo match contro la Germania, valido per il medesimo torneo, trova anche la sua prima rete fissando il risultato sul definitivo 2-1 per i teutonici.
Per quanto riguarda la nazionale maggiore, grazie alle sue origini, potrebbe scegliere di giocare addirittura fra quattro paesi: Italia, Brasile, Svezia o Romania.

## Statistiche

### Presenze e reti nei club
Statistiche aggiornate al 21 dicembre 2024.
| Stagione                | Squadra                 | Campionato              | Campionato | Campionato | Coppe nazionali | Coppe nazionali | Coppe nazionali | Coppe continentali | Coppe continentali | Coppe continentali | Altre coppe | Altre coppe | Altre coppe | Totale | Totale |
| Stagione                | Squadra                 | Comp                    | Pres       | Reti       | Comp            | Pres            | Reti            | Comp               | Pres               | Reti               | Comp        | Pres        | Reti        | Pres   | Reti   |
| ----------------------- | ----------------------- | ----------------------- | ---------- | ---------- | --------------- | --------------- | --------------- | ------------------ | ------------------ | ------------------ | ----------- | ----------- | ----------- | ------ | ------ |
| 2008-2009               | Empoli                  | B                       | 1          | 0          | CI              | 0               | 0               | -                  | -                  | -                  | -           | -           | -           | 1      | 0      |
| 2009-2010               | Empoli                  | B                       | 1          | 0          | CI              | 0               | 0               | -                  | -                  | -                  | -           | -           | -           | 1      | 0      |
| ago. 2010               | Empoli                  | B                       | 0          | 0          | CI              | 1               | 0               | -                  | -                  | -                  | -           | -           | -           | 1      | 0      |
| ago. 2010-2011          | Napoli                  | A                       | 9          | 0          | CI              | 0               | 0               | UEL                | 3                  | 0                  | -           | -           | -           | 12     | 0      |
| 2011-2012               | Empoli                  | B                       | 25         | 4          | CI              | 2               | 0               | -                  | -                  | -                  | -           | -           | -           | 27     | 4      |
| Totale Empoli           | Totale Empoli           | Totale Empoli           | 27         | 4          |                 | 3               | 0               |                    | -                  | -                  |             | -           | -           | 30     | 4      |
| 2012-gen. 2013          | Ternana                 | B                       | 15         | 1          | CI              | 2               | 0               | -                  | -                  | -                  | -           | -           | -           | 17     | 1      |
| gen.-giu. 2013          | Cittadella              | B                       | 5          | 0          | CI              | 0               | 0               | -                  | -                  | -                  | -           | -           | -           | 5      | 0      |
| 2013-gen. 2014          | Cittadella              | B                       | 13         | 1          | CI              | 2               | 0               | -                  | -                  | -                  | -           | -           | -           | 15     | 1      |
| Totale Cittadella       | Totale Cittadella       | Totale Cittadella       | 18         | 1          |                 | 2               | 0               |                    | -                  | -                  |             | -           | -           | 20     | 1      |
| gen.-giu. 2014          | Reggina                 | B                       | 13         | 2          | CI              | 0               | 0               | -                  | -                  | -                  | -           | -           | -           | 13     | 2      |
| 2014-2015               | GAS Veria               | SL                      | 27         | 6          | CG              | 3               | 2               | -                  | -                  | -                  | -           | -           | -           | 30     | 8      |
| 2015-2016               | Latina                  | B                       | 34         | 7          | CI              | 0               | 0               | -                  | -                  | -                  | -           | -           | -           | 34     | 7      |
| 2016-2017               | Nottingham Forest       | FLC                     | 10         | 1          | FACup+CdL       | 1+1             | 0               | -                  | -                  | -                  | -           | -           | -           | 12     | 1      |
| 2017-gen. 2018          | Alcorcón                | SD                      | 12         | 2          | CR              | 1               | 1               | -                  | -                  | -                  | -           | -           | -           | 13     | 3      |
| gen.-giu. 2018          | Gimnàstic               | SD                      | 10         | 1          | CR              | 0               | 0               | -                  | -                  | -                  | -           | -           | -           | 10     | 1      |
| 2018-gen. 2019          | Gimnàstic               | SD                      | 3          | 0          | CR              | 1               | 0               | -                  | -                  | -                  | -           | -           | -           | 4      | 0      |
| Totale Gimnàstic        | Totale Gimnàstic        | Totale Gimnàstic        | 13         | 1          |                 | 1               | 0               |                    | -                  | -                  |             | -           | -           | 14     | 3      |
| gen.-giu. 2019          | Livorno                 | B                       | 8          | 0          | CI              | 0               | 0               | -                  | -                  | -                  | -           | -           | -           | 8      | 0      |
| 2019-2020               | Gaz Metan Mediaș        | L1                      | 29         | 5          | CR              | 1               | 0               | -                  | -                  | -                  | -           | -           | -           | 30     | 5      |
| 2020-gen. 2021          | Gaz Metan Mediaș        | L1                      | 12         | 7          | CR              | 0               | 0               | -                  | -                  | -                  | -           | -           | -           | 12     | 7      |
| Totale Gaz Metan Mediaș | Totale Gaz Metan Mediaș | Totale Gaz Metan Mediaș | 41         | 12         | -               | 1               | 0               | -                  | -                  | -                  | -           | -           | -           | 42     | 12     |
| 2021                    | Suwon Bluewings         | K1                      | 17         | 1          | -               | 1               | 0               | -                  | -                  | -                  | -           | -           | -           | 18     | 1      |
| gen.-giu. 2022          | UTA Arad                | L1                      | 13         | 3          | CR              | 0               | 0               | -                  | -                  | -                  | -           | -           | -           | 13     | 3      |
| 2022-2023               | Bnei Sakhnin            | Lh                      | 28         | 3          | CI+CdL          | 0+5             | 0+2             | -                  | -                  | -                  | -           | -           | -           | 33     | 5      |
| 2023-feb. 2024          | Buriram Utd             | TL                      | 5          | 0          | FACup+CdL       | 0+1             | 0+1             | ACL                | 2                  | 0                  | -           | -           | -           | 8      | 1      |
| 2024                    | Johor Darul Ta'zim      | LS                      | 0          | 0          | -               | -               | -               | -                  | -                  | -                  | -           | -           | -           | 0      | 0      |
| 2024-2025               | PSS Sleman              | L1                      | 12         | 2          | -               | -               | -               | -                  | -                  | -                  | -           | -           | -           | 12     | 2      |
| Totale carriera         | Totale carriera         | Totale carriera         | 302        | 46         |                 | 22              | 6               |                    | 5                  | 0                  |             | -           | -           | 329    | 52     |